# Овоа
Овоа (порт. Ovoa)  —  район (фрегезия) в Португалии,  входит в округ Визеу. Является составной частью муниципалитета  Санта-Комба-Дан. Находится в составе крупной городской агломерации Большое Визеу. По старому административному делению входил в провинцию Бейра-Алта. Входит в экономико-статистический  субрегион Дан-Лафойнш, который входит в Центральный регион. Население составляет 1007 человек на 2001 год. Занимает площадь 18,20 км².